# Konotop (rejon piński)
Konotop (biał. Канатоп; ros. Конотоп) – wieś na Białorusi, w obwodzie brzeskim, w rejonie pińskim, w sielsowiecie Bobryk.
W dwudziestoleciu międzywojennym leżał w Polsce, w województwie poleskim, w powiecie pińskim, w gminie Dobrosławka. Po II wojnie światowej w granicach Związku Sowieckiego. Od 1991 w niepodległej Białorusi.